# Gianluigi Galli
Gianluigi Galli, (13 de enero de 1973, Livigno, Sondrio) más conocido como Gigi Galli es un piloto italiano de rallies. Ha participado en 67 pruebas del Campeonato Mundial de Rallyes. El primer rally fue en el Rally de San Remo de 1998, a bordo de un Mitsubishi Carisma GT siendo su copiloto Guido d'Amore. No ha ganado nunca una prueba pero si ha conseguido subir al podio en dos ocasiones, obteniendo una tercera plaza en el Rally de Argentina en 2006 y otra en el Rally de Suecia de 2008.
En el Rally de Alemania de 2008 se fractura el fémur izquierdo impidiéndole competir el resto de la temporada.

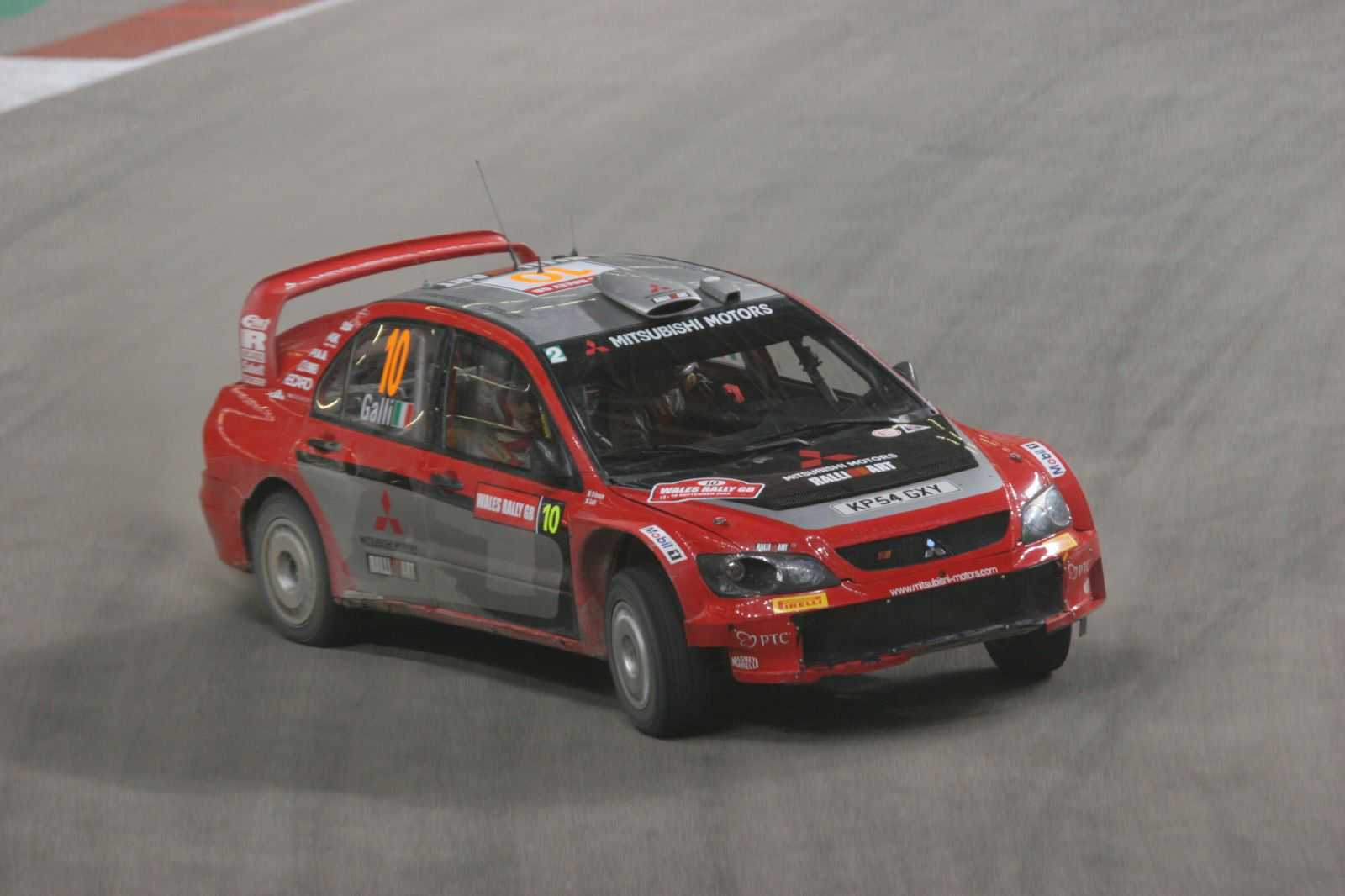
Gigi en el Rally de Gran Bretaña de 2005.

## Palmarés

### Resultados completos WRC
| Año  | Equipo                             | Automóvil                    | 1       | 2       | 3       | 4       | 5       | 6       | 7       | 8       | 9       | 10      | 11    | 12      | 13    | Posic. | Puntos |
| ---- | ---------------------------------- | ---------------------------- | ------- | ------- | ------- | ------- | ------- | ------- | ------- | ------- | ------- | ------- | ----- | ------- | ----- | ------ | ------ |
| 1998 | Ralliart Italia                    | Mitsubishi Carisma           | ITA 19  |         |         |         |         |         |         |         |         |         |       |         |       | -      | 0      |
| 1999 | Gianluigi Galli                    | Mitsubishi Carisma GT Evo IV | SWE 23  | POR Ret |         |         |         |         |         |         |         |         |       |         |       | -      | 0      |
| 1999 | Gianluigi Galli                    | Mitsubishi Carisma GT Evo V  |         |         | ESP Ret |         | FIN 25  | ITA 22  |         |         |         |         |       |         |       | -      | 0      |
| 1999 | Gianluigi Galli                    | Mitsubishi Carisma GT Evo VI |         |         |         | FRA Ret |         |         |         |         |         |         |       |         |       | -      | 0      |
| 2000 | Vieffe Corse Srl                   | Mitsubishi Lancer Evo V      | MON 12  | SWE 26  | POR Ret | FIN 27  |         |         |         |         |         |         |       |         |       | -      | 0      |
| 2000 | Vieffe Corse Srl                   | Mitsubishi Lancer Evo VI     |         |         |         |         | FRA Ret | ITA 22  |         |         |         |         |       |         |       | -      | 0      |
| 2001 | Gianluigi Galli                    | Mitsubishi Lancer Evo VI     | MON Ret |         |         |         |         |         |         |         |         |         |       |         |       | -      | 0      |
| 2001 | Gianluigi Galli                    | Mitsubishi Lancer Evo V      |         | FIN Ret |         |         |         |         |         |         |         |         |       |         |       | -      | 0      |
| 2002 | Gianluigi Galli                    | Fiat Punto S1600             | ESP 23  | GRE Ret | GER Ret | ITA 19  |         |         |         |         |         |         |       |         |       | -      | 0      |
| 2003 | Gianluigi Galli                    | Mitsubishi Lancer Evo VII    | SWE 22  | FIN 21  | FRA Ret |         |         |         |         |         |         |         |       |         |       | -      | 0      |
| 2004 | Mitsubishi Motors                  | Mitsubishi Lancer WRC04      | MON Ret |         | MEX Ret |         | TUR 10  |         |         |         |         |         | ESP 7 |         |       | 15.º   | 5      |
| 2004 | Gianluigi Galli                    | Mitsubishi Lancer Evo VII    |         | SWE 24  |         | NZL Ret |         | ARG Ret | FIN 14  | GER Ret |         | FRA Ret |       | AUS Ret |       | 15.º   | 5      |
| 2004 | Gianluigi Galli                    | Mitsubishi Lancer Evo VIII   |         |         |         |         |         |         |         |         | ITA 6   |         |       |         |       | 15.º   | 5      |
| 2005 | Mitsubishi Motors                  | Mitsubishi Lancer WRC05      | SWE 7   | NZL 8   | ITA Ret | TUR 8   | GRE 7   | ARG Ret | FIN Ret | GER 5   | GBR 13  | JPN Ret | FRA 9 | ESP Ret | AUS 5 | 11.º   | 14     |
| 2006 | Gianluigi Galli                    | Mitsubishi Lancer WRC05      | MON Ret | SWE 4   |         |         |         |         |         |         |         |         |       |         |       | 11.º   | 15     |
| 2006 | Gianluigi Galli                    | Peugeot 307 WRC              |         |         | FRA 9   | ARG 3   | ITA Ret | FIN 5   |         |         |         |         |       |         |       | 11.º   | 15     |
| 2007 | Gianluigi Galli                    | Citroën Xsara WRC            | SWE 13  | NOR 6   |         |         |         |         |         |         |         |         |       |         |       | 15.º   | 5      |
| 2007 | Aimont Racing Team                 | Citroën Xsara WRC            |         |         | POR 7   |         |         |         |         |         |         |         |       |         |       | 15.º   | 5      |
| 2008 | Stobart VK M-Sport Ford Rally Team | Ford Focus RS WRC 07         | MON 6   | SWE 3   | MEX Ret | ARG 7   | JOR 8   | ITA 4   | GRE Ret | TUR Ret | FIN Ret | GER Ret |       |         |       | 9.º    | 17     |